# سرپل (ماه‌نشان)
سرپل یک روستا در ایران است که در شهرستان ماه‌نشان استان زنجان واقع شده‌است. سرپل ۵۶۹ نفر جمعیت دارد.